# Spiroctenus fossorius
Spiroctenus fossorius is een spinnensoort in de taxonomische indeling van de bruine klapdeurspinnen (Nemesiidae).
Spiroctenus fossorius werd in 1900 beschreven door Pocock.